# En pokkers tøs
En pokkers tøs (originaltitel Don't) er en amerikansk stumfilm fra 1925 instrueret af Alfred J. Goulding.

## Medvirkende
- Sally O'Neil som Tracey Moffat
- John Patrick som Gilbert Jenkins
- Bert Roach som Nat
- James W. Morrison som Abel
- Estelle Clark som Jane
- DeWitt Jennings som Mr. Moffat
- Ethel Wales som Mrs. Moffat
- Johnny Fox som Horace Moffat